# Autumn Changes
«Autumn Changes» (en español: «Cambios de otoño») es la tercera canción del álbum Four Seasons of Love de la cantante Donna Summer.
El álbum consta de cuatro canciones más una repetición, y cada una de ellas representa a una estación del año. "Autumn Changes" representa al otoño, y en sus letras relata que su amor se está desvaneciendo, pero que en el fondo ella está segura de que esta situación puede cambiar.
El tema es de mediana duración, alcanzando los cinco minutos y fracción, siendo el tema original más corto del álbum. El resto de las canciones alcanzan entre los seis y ocho minutos.
Respecto al contenido, "Autumn Changes" difiere de las dos canciones anteriores en que sus letras no son sugerentes, además de ser más lenta que ambas. En las fotografías del LP original, el otoño es representada por la recreación de la famosa escena de Marilyn Monroe en la película La comezón del séptimo año. Años antes Summer ya se había inspirado en Monroe para grabar la canción "Love to Love You Baby".
La canción, al igual que todo el álbum, alcanzó el #1 en la lista dance de Billboard. Esta situación volvió a ocurrir en álbumes posteriores de la artista, pero estos se cuentan como un solo número uno.
El año 2003 se hicieron dos remix de la canción, y ambos fueron lanzados como sencillos en el Reino Unido bajo el sello Playable Music. Solo se hicieron 500 vinilos rosados para su venta.

## Sencillos
- UK 12" single (2003) Playable Music PLAY 007[1]

1. «Autumn Changes» (Original Full Length Disco Mix)
2. «Autumn Changes» (Funk Foundation Mix)

- UK 12" single (2003) Playable Music PLAY007[2]

1. «Autumn Changes» (Disco Mix)
2. «Autumn Changes»

## Sucesión
| Predecesor: "My Sweet Summer Suite" / "Brazilian Love Song" de The Love Unlimited Orchestra | Billboard Hot Dance Club Play - Sencillo número uno (con Four Seasons of Love) 13 de noviembre de 1976 - 18 de diciembre de 1976 | Sucesor: "Don't Leave Me This Way" / "Any Way You Like It" de Thelma Houston |